# Mino Bellei
Mino Bellei (Savona, 23 giugno 1936 – Savona, 13 marzo 2022) è stato un attore, regista e commediografo italiano.

## Biografia
Dopo essersi diplomato all'Accademia d'Arte Drammatica nel 1959, Bellei inizia come attore teatrale in pièce di Pirandello, Molière e Shakespeare: la critica lo ha annoverato tra i talenti più promettenti ed eccezionali di questi anni. A metà degli anni '60 si dedica anche alla regia teatrale, e si è proprosto pure come drammaturgo (1961 con L'altra faccia della luna, 1969 con Tutto per amore). Dal 1968 Bellei recitava in una cooperativa teatrale, di cui facevano parte anche Renzo Risso, Romolo Valli e Giorgio De Lullo.
Ha poi formato un proprio ensemble (con la notevole interpretazione del monologo Briefe di Lewis Carroll, diretto da Marco Sciaccaluga) e ha recitato per diversi anni con Aroldo Tieri e Giuliana Lojodice. Negli anni '90 la sua commedia La vita non è un film di Doris Day, in cui ha interpretato anche il ruolo principale, è stata un grande successo. 
Solo occasionalmente ha interpretato ruoli in cinema e televisione: nel 1980 porta sul grande schermo Bionda fragola da una propria pièce; nonostante le buone recensioni e il successo finanziario, è stato il suo unico film.

## Teatro
- Nella giungla delle città, di Bertolt Brecht, regia di Antonio Calenda, Roma, Teatro Valle, 20 febbraio 1968.
- La vita non è un film di Doris Day, testo e regia di Mino Bellei, Teatro Vittoria di Roma, 16  febbraio 1989.
- Vortice di Noel Coward, regia di Mino Bellei, stagione 1990-91, Roma, Teatro Eliseo
- La vita è sogno di Pedro Calderón de la Barca, regia di Luca Ronconi, Piccolo Teatro, Milano, stagione 1999-2000[1]

## Filmografia

### Attore

#### Cinema
- La mandragola, regia di Alberto Lattuada (1965)
- Melodrammore, regia di Maurizio Costanzo (1978)
- Bionda fragola, regia di Mino Bellei (1980)
- Topo Galileo, regia di Francesco Laudadio (1988)
- Un uomo di razza, regia di Bruno Rosia (1989)
- Un tè con Mussolini (Tea with Mussolini), regia di Franco Zeffirelli (1999)
- Pinocchio, regia di Roberto Benigni (2002)

#### Televisione
- Il piccolo caffè - film TV (1963)
- Vita di Michelangelo - serie TV, 1 episodio (1964)
- Vita di Dante - miniserie TV, 1 episodio (1965)
- Francesco d'Assisi - film TV (1966)
- Missione Wiesenthal - film TV (1967)
- Miracolo - film TV (1967)
- Il commissario De Vincenzi 2 - miniserie TV, 1 episodio (1977)
- Doppia indagine - miniserie TV, 3 episodi (1978)
- Enrico IV - film TV (1979)
- Il caso Murri - miniserie TV, 5 episodi (1982)
- All'ombra della grande quercia - miniserie TV (1984)
- La famiglia Ricordi - miniserie TV, 4 episodi (1995)

## Doppiatore
Come altri attori teatrali ha prestato voce in alcuni film della BBC Television Shakespeare
- John Quentin in Come vi piace
- Sam Dastor ne La commedia degli errori